# A Secret Life
Albums de Marianne Faithfull
Blazing Away
(1990) 20th Century Blues
(1997)
A Secret Life est un album de Marianne Faithfull, produit par Angelo Badalamenti et sorti en 1995.
Toutes les musiques sont composées par Angelo Badalamenti, toutes les paroles sont de Marianne Faithfull, excepté celles du "Prologue", tirées de La Divine Comédie de Dante Alighieri, "Losing" (D. Forman/D. Levine), et "Epilogue", tiré de La Tempête de William Shakespeare.

## Liste des titres
1. Prologue (Badalamenti, Dante Alighieri) – 2:03
2. Sleep (Faithfull, Badalamenti, Frank McGuiness) – 3:43
3. Love in the Afternoon (Faithfull, Badalamenti) – 3:30
4. Flaming September (Faithfull, Badalamenti) – 5:01
5. She (Faithfull, Badalamenti) – 3:24
6. Bored by Dreams (Faithfull, Badalamenti) – 3:08
7. Losing (Foreman, Levine, Badalamenti) – 3:52
8. The Wedding (Faithfull, Badalamenti, McGuiness) – 3:16
9. The Stars Line Up (Badalamenti, Faithfull) – 3:51
10. Epilogue (Badalamenti, William Shakespeare) – 3:12